# Juan Garaizabal Marsans
Juan Garaizabal Marsans (Madrid, 1971) és un artista conceptual, escultor i gravador.
Artista polifacètic, ha experimentat també amb el dibuix, videoart, instal·lacions lluminoses i acústiques. És conegut internacionalment per les seves escultures públiques monumentals. És, segons el diari El País, un dels artistes espanyols més internacionals.
El seu projecte personal Memorias Urbanas recupera, amb estructures escultòriques i llum, elements arquitectònics desapareguts, omplint buits urbans històricament significatius.
La seva trajectòria ha estat lligada en gran manera als projectes monumentals en els quals ha estat centrat en cada fase de la seva vida. A la fi dels 90 i principis dels 2000 s'estableix a Berlín. Forma part de la generació d'artistes que van convertir la ciutat sencera en una galeria d'art a l'aire lliure. A partir de l'any 2012 comença a passar més temps als Estats Units, amb base en Miami, sense abandonar ni Berlín ni Madrid.
Realitza amb les seves mans bona part de les seves obres, emprant tècniques de forja de ferro i acer, il·luminació, fusteria, obra de paleta i materials plàstics.
Entre 1998 i 2007 va creuar en diferents etapes el continent africà des de Madrid fins a Ciutat del Cap, la qual cosa va quedar narrada en el llibre En cama por el desierto. En el present viu i treballa entre els seus tallers de Berlín, Ciutat de Mèxic i Madrid, compaginant-los amb tallers temporals per a altres projectes. És pare de dues filles.

## Instal·lacions públiques
- 2006: Bosque de Flores, València, Espanya.[4]

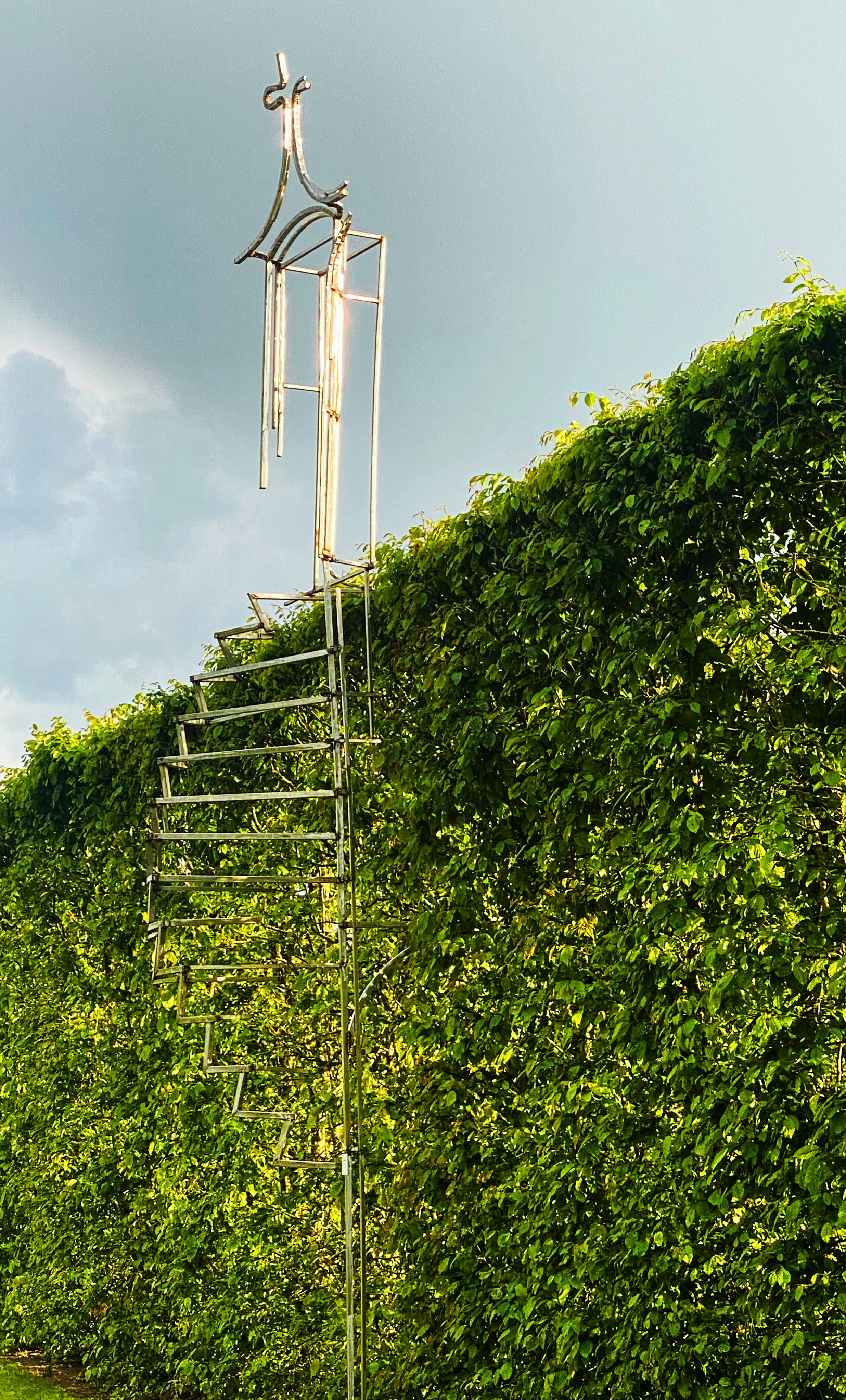
Fenêtre Marie Antoinette

- Fenêtre Marie Antoinette2007: Memoria Urbana Bucarest, Uranus Area. Noaptea Alba (Romania).[5]
- 2011: Archives Stairway. Connecticut, Estats Units.[cal citació]
- 2012: Memoria Urbana Berlín, Alemanya[6]
- 2013: Memoria del Giardino, Venècia, Itàlia. Comissariat per Barbara Rose.[7]

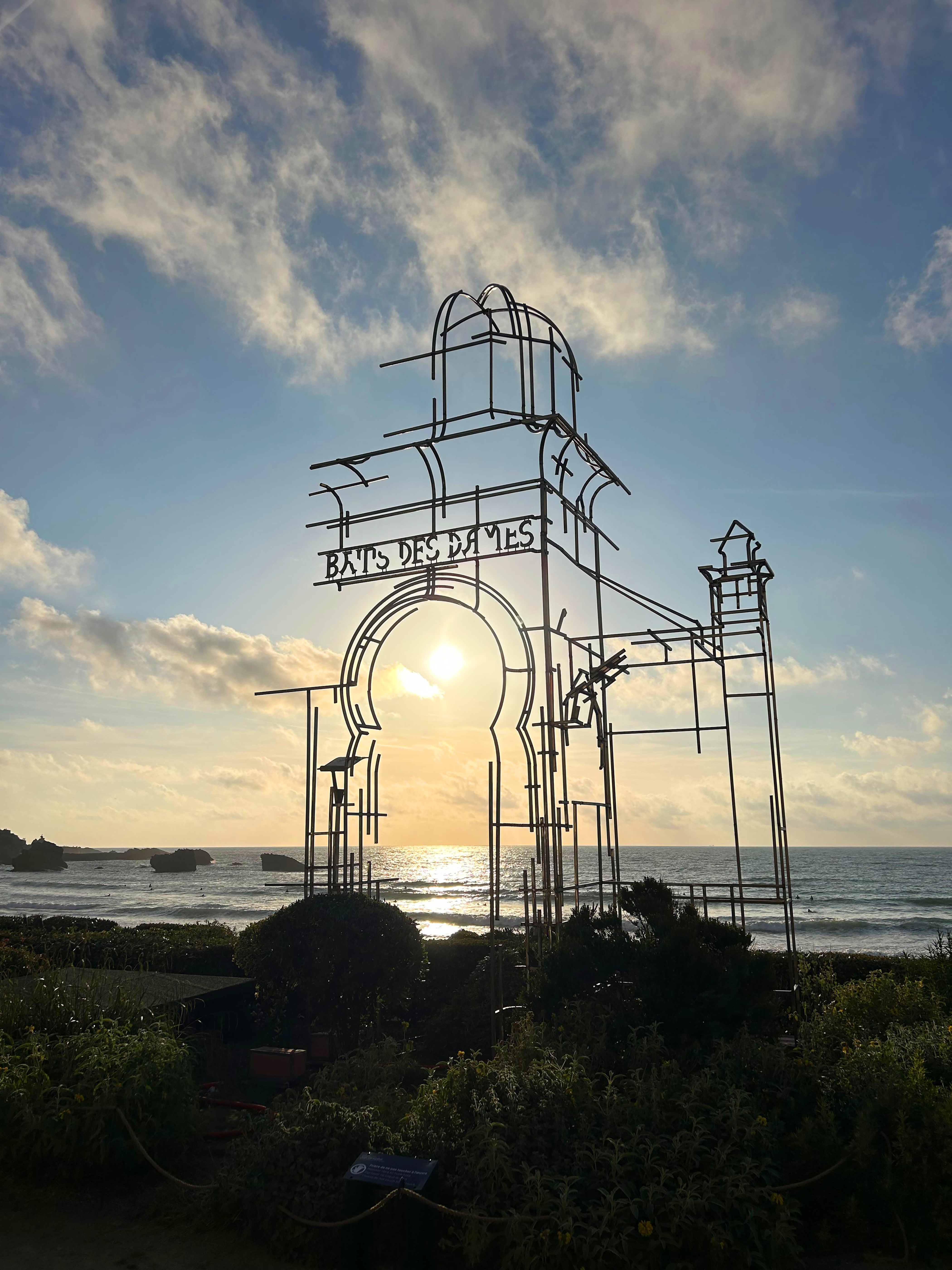
Memoria Urbana Biarritz

- Memoria Urbana Biarritz2016: Memoria Urbana Miami; Balcón de La Habana, Estats Units.[8]
- 2018: Memoria Puerta de San Martín. Segòvia, Espanya. Hay Festival[cal citació]
- 2019: Nervios de Acero. Serra de Tramuntana. Mallorca[cal citació]
- 2020: Piedra Sobre Piedra Toledo, Espanya
- 2020 : Ever Time Gate Xangai Xina

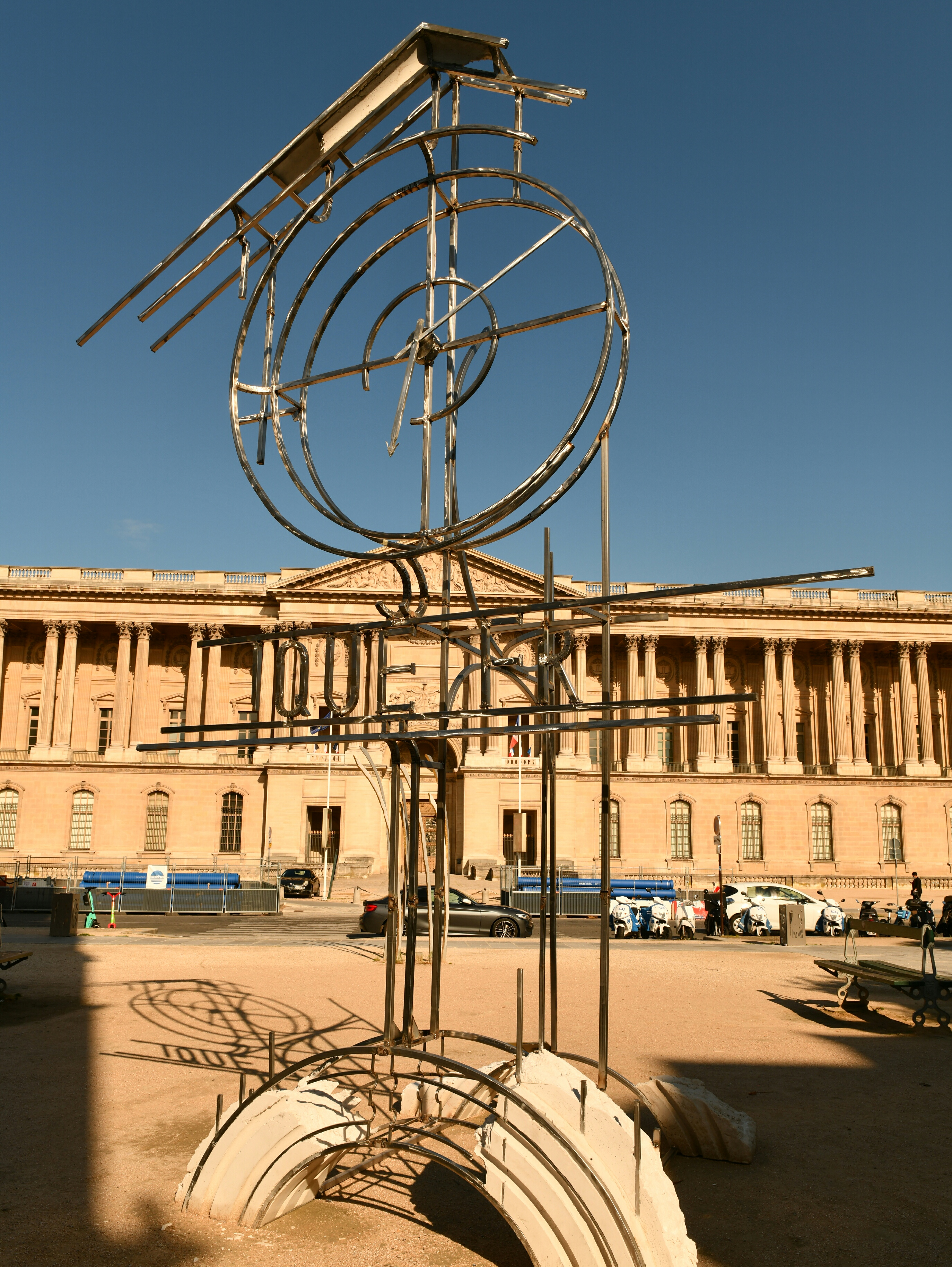
P. du Louvre

- P. du Louvre2021 : Four Monumental Sculptures París,França
- 2021: Fondation Prince Albert Mònaco Mònaco
- 2021: Biennale de Sculpture Saint-Paul-de-Vence França
- 2023: Ever Time Balcony Xangai Xina
- 2024: La Memoria del Vidrio València Espanya
- 2024: Land of Dilmun and Door of Dilmun Manama Bahrain
- 2025: Memoria Urbana: Les Bains Napoléon Biarritz França